# Diplazium burmanicum
Diplazium burmanicum är en majbräkenväxtart som beskrevs av Ching apud W. M. Chu och Z. R. He.
Diplazium burmanicum ingår i släktet Diplazium och familjen Athyriaceae. Inga underarter finns listade i Catalogue of Life.